# فریب (فیلم ۲۰۰۹)
«فریب» (انگلیسی: Deceit (2009 film)) یک فیلم است که در سال ۲۰۰۹ منتشر شد.